# Sociedad Española de Hidrología Médica
Sociedad Española de Hidrología Médica és la denominació social d'una entitat sense ànim de lucre de caràcter científic-mèdic constituïda el 1877 a Espanya. Sota el regnat de Ferran VII d'Espanya es va dictar el Reial decret de 29 de juny de 1816 pel qual es creava el Cuerpo de Médicos de Baños. El Reglamento de Baños de 1874 va propugnar la creació d'un escalafó com a forma d'unificació legal dels metges adscrits al citat Cos i una Reial Ordre del 19 de febrer de 1877 li va donar la seva forma definitiva. Els primers intents dataven de 1848, seguits per altres de 1854 i 1861 i, fins i tot, per la comissió del frustrat Reglament de 1856. Però sota l'ampli auspici del Reglament de 1874, sota el regnat d'Isabel II d'Espanya, va ser quan els projectes van prendre forma i el 21 de maig de 1876 es reunia a Madrid, en el local de l'Academia Médico-Quirúrgica Española, un nombrós grup de Metges Directors de balnearis d'Espanya.

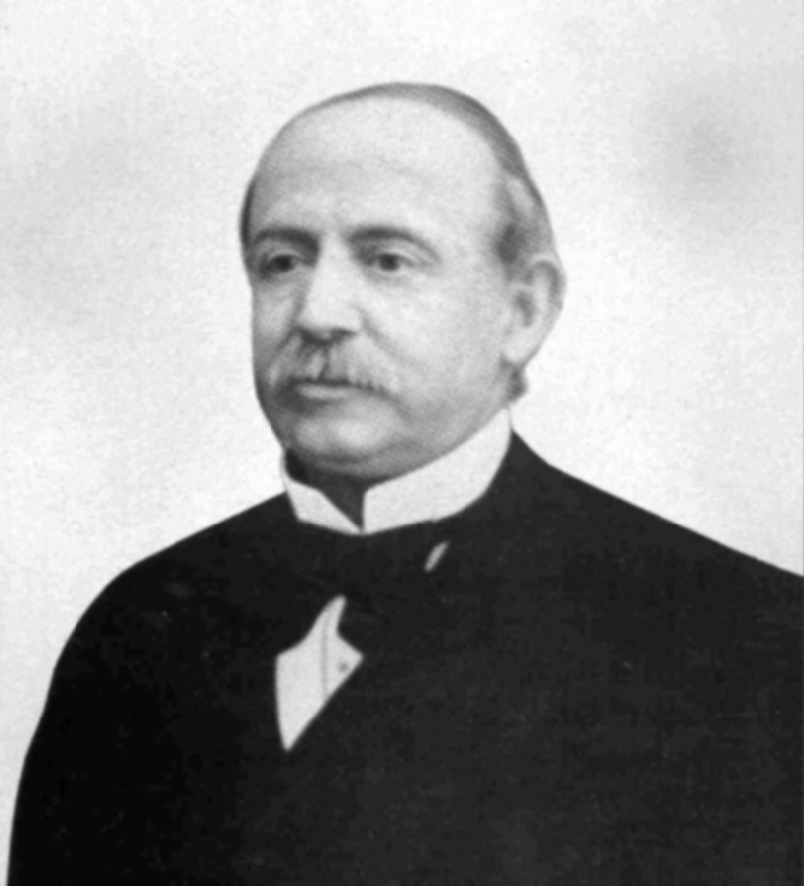
Dr. José Salgado y Guillermo (1811 - 1890).

Figures com José Salgado y Guillermo, Anastasio García López, Benigno Villafranca, José Hernández Silva, Mariano Lucientes, Lluís Góngora i José Valenzuela y Márquez van intervenir en la creació de la junta provisional, germen de la Sociedad Española de Hidrología Médica, encarregant-se de redactar un reglament i asseure les bases per a la creació d'una publicació que serien els Anales de la Sociedad Española de Hidrología Médica. Després de la temporada de banys de 1877 es van reprendre les reunions on es va constituir la primera Junta Directiva, de la qual va ser secretari general Benigno Villafranca i president José Salgado. El dia 23 de febrer de 1877, una Reial Ordre concedia l'autorització per a la creació de la Societat, inaugurada oficialment tres dies més tard amb la presidència d'honor del Director General de Beneficència i Sanitat.
En concloure el segle xix desapareixien per primera vegada els Anales, deixava de publicar-se l'Anuario Oficial de las Aguas Minerales de España i es perdien els locals de la societat. No obstant la societat va continuar la seva labor i els Anales van tornar a publicar-se fins a 1936, moment en què l'activitat de la societat es va paralitzar per la Guerra Civil Espanyola (1936 - 1939). Entre els anys 1950 i 1953, el llavors secretari general de la societat (i posterior president, després de la marxa de Cortezo el 1957), Juan de Dios García Ayuso, va dirigir una publicació, el Boletín Español de Hidrología Médica y Climatología, suplement de la revista Domus Medici. Les desavinences existents amb la Càtedra d'Hidrologia Mèdica, creada per Reial decret de 5 de gener de 1912, van bifurcar els camins de la clínica i la docència, fins a la presidència de Manuel Armijo Valenzuela el 1962, promotor del Boletín de la Sociedad Española de Hidrología Médica (1962 - 1964) i catedràtic de la disciplina des de 1963. A partir d'aquest any (1962) els Anales passaran a dir-se Boletín de la Sociedad Española de Hidrología Médica, que continua publicant-se.